# Покровка (Прибайкальский район)
Покро́вка — село в Прибайкальском районе Бурятии. Входит в сельское поселение «Итанцинское».

## География
Расположено на республиканской автодороге 03К-019 Турунтаево — Острог — Тресково в 28 км к западу от райцентра, села Турунтаево, в 15 км от центра сельского поселения, села Кома, на правом берегу протоки Падской реки Селенги (напротив села Ильинка) в устье речки Большой.

## История
Основано в начале XVIII века на вотчинных землях Свято-Троицкого Селенгинского монастыря.
В Покровской слободе была построена часовня во имя Покрова Пресвятыя Богородицы. В марте 1732 года Архиерейским приказом было разрешено часовню отремонтировать.
В 1870-е или 1880-е годы 6 — 10 дворов жителей Покровки переселились на левый берег Селенги и образовали заимку, из которой появилось село Татауровка.

## Население
| 2002 | 2010 |
| ---- | ---- |
| 275  | ↘242 |